# Le dictionnaire royal augmenté
Le dictionnaire royal augmenté és un diccionari francès-llatí de 1661, obra del jesuïta, lexicògraf i llatinista francès François-Antoine Pomey

## Antecedents
Pomey publicà a Lió, el 1664, Le dictionnaire royal des langues françoise & latine, que fou molt popular i s'imprimí en diversos formats. Així, l'any 1667 s'estampà Le petit dictionnaire royal pour ceux qui commencent à composer en latin. D'aquest en derivà Le petit dictionnaire royal français-latin, de 1710. Le dictionnaire royal augmenté és una segona edició millorada i augmentada del primer d'aquests diccionaris.

## Difusió i versions
Le dictionnaire royal augmenté esdevingué una obra cabdal dins del sistema educatiu dels jesuïtes. De l'èxit d'aquesta segona edició millorada del diccionari de Pomey en donen fe les múltiples estampacions, els anys 1671, 1676, 1680, 1684, 1687, 1701, 1704 i 1708, a càrrec de la família d'impressors de Lió Molin i Bray, més una altra del 1716, a càrrec de l'impressor, també lionès, Louis Servant.
Una versió trilingüe, en francès, llatí i alemany, aparegué el 1681 a Frankfurt, de la que en seguiren, com a mínim, nou impressions més.

## Le Dictionnaire royal augmenté, font delGazophylacium catalano-latinum

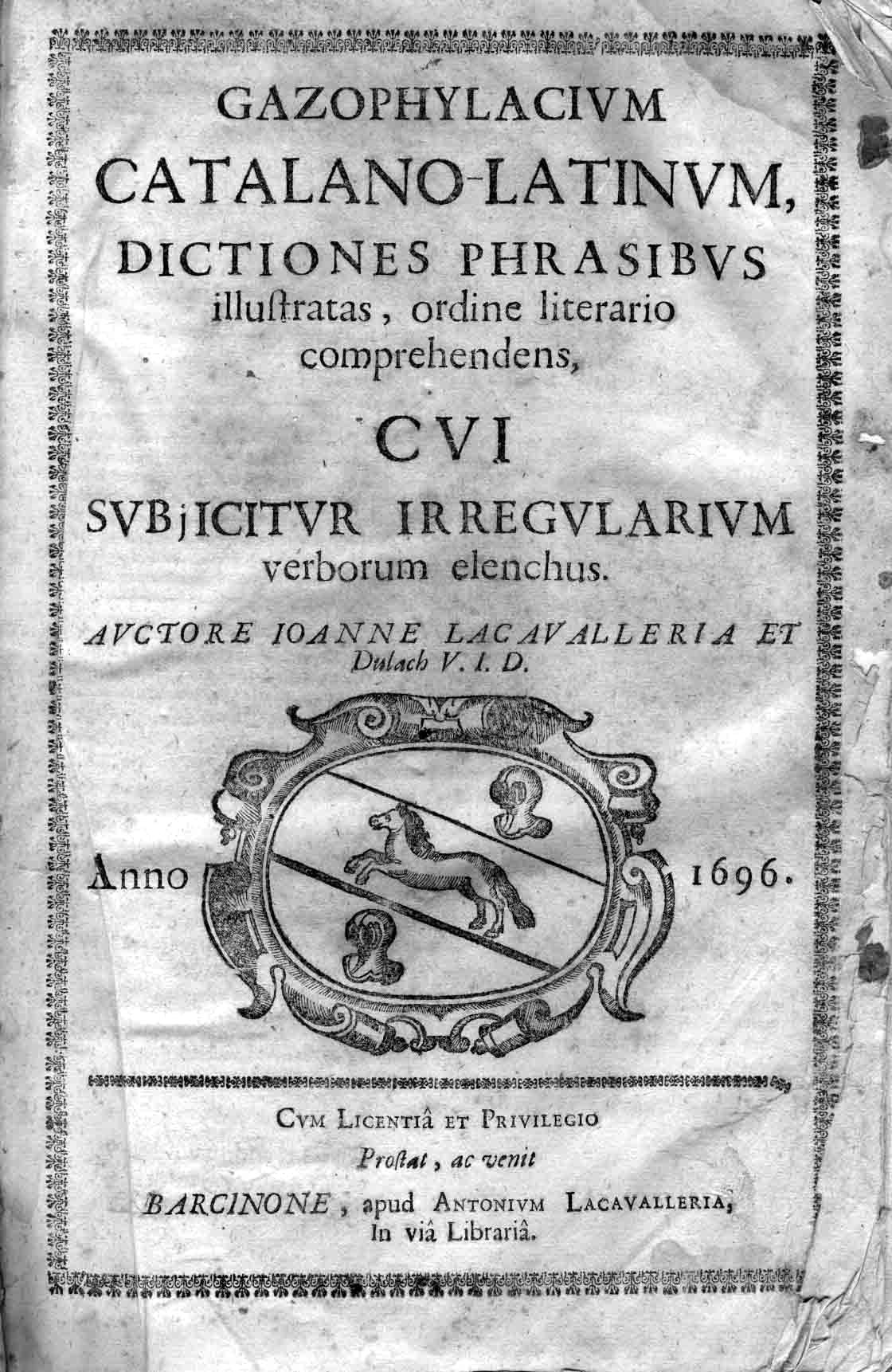
Portada del Gazophylacium catalano-latinum

El lexicògraf català Pere Montalat, ha evidenciat que la font principal del Gazophylacium catalano-latinum de Joan Lacavalleria i Dulac és '''Le dictionnaire royal augmenté''' de Pomey. Com indica Montalat, Lacavalleria no es limità a traduir l'obra de Pomey, sinó que dugué a terme una tasca considerable de selecció i adaptació del material lèxic del seu model, desenvolupant, entre altres aportacions, alguns aspectes de la tècnica lexicogràfica de l'autor francès.